# Charleston (Tennessee)
Pour les articles homonymes, voir Charleston.
Charleston est une municipalité américaine située dans le comté de Bradley au Tennessee. Lors du recensement de 2010, sa population est de 651 habitants.

## Géographie
Charleston est située sur la Hiwassee. Selon le Bureau du recensement des États-Unis, la municipalité s'étend en 2010 sur une superficie de 1,06 mille carré (2,75 km2), dont 0,03 mille carré (0,08 km2) d'étendues d'eau.

## Histoire
Le territoire de Charleston était autrefois habité par les Cherokees, le bourg de Walker’s Ferry accueillant même une agence indienne délivrant les passeports pour entrer dans le territoire Cherokee. En 1835, le Fort Cass est construit à la place de l'agence. Il devient un camp d'internement des amérindiens puis un point de départ de la Piste des Larmes. La maison Henegar est aujourd'hui construite à cet endroit ; le monument est inscrit au Registre national des lieux historiques depuis 1976.
La localité doit probablement son nom à Charleston en Caroline du Sud.